# Dumești (Vaslui)
Dumeşti è un comune della Romania di 3 649 abitanti, ubicato nel distretto di Vaslui, nella regione storica della Moldavia. 
Il comune è formato dall'unione di 4 villaggi: Dumești, Dumeștii Vechi, Schinetea, Valea Mare.